# Mayu Matsuoka
Mayu Matsuoka (松岡 茉優 Matsuoka Mayu?,  Tokio, Japón, 16 de febrero de 1995) es una actriz japonesa, afiliada a Hirata Office.

## Filmografía

### Películas
| Año  | Título                                                       | Papel             | Director           | Notas           |
| ---- | ------------------------------------------------------------ | ----------------- | ------------------ | --------------- |
| 2006 | Akiba                                                        |                   | Yūichi Onuma       |                 |
| 2008 | Love Exposure                                                | Yuri              | Sion Sono          |                 |
| 2012 | Potechi                                                      | Miyu              | Yoshihiro Nakamura |                 |
| 2012 | The Kirishima Thing                                          | Sana              | Daihachi Yoshida   |                 |
| 2012 | Lesson of the Evil                                           | Satomi Shirai     | Takashi Miike      |                 |
| 2013 | Suzuki Sensei: The Movie                                     | Nanami Horinouchi | Hayato Kawai       |                 |
| 2013 | Zekkyō Gakkyū                                                | Erika Katori      | Tetsuya Satō       |                 |
| 2013 | Hajimari no Michi                                            | Yaeko             | Keiichi Hara       |                 |
| 2014 | Little Forest                                                | Kikko             | Junichi Mori       |                 |
| 2014 | Samu Life                                                    | Yumi              | Takeshi Moriya     |                 |
| 2015 | Strayer's Chronicle                                          | Momo              | Takahisa Zeze      |                 |
| 2016 | Neko nanka yondemo konai                                     | Ume-san           | Tōru Yamamoto      |                 |
| 2016 | Chihayafuru: Shimo no Ku                                     | Shinobu Wakamiya  | Norihiro Koizumi   |                 |
| 2016 | Pokémon the movie XY&Z: Volcanion and the Ingenious Magearna | Chymia (voz)      | Kunihiko Yuyama    |                 |
| 2016 | A Silent Voice                                               | Joven Shōya (voz) | Naoko Yamada       |                 |
| 2017 | Blank13                                                      | La novia de Kōji  | Takumi Saitō       |                 |
| 2017 | Tremble All You Want                                         | Yoshika           | Akiko Ōku          | Papel principal |
| 2018 | Chihayafuru Parte 3                                          | Shinobu Wakamiya  | Norihiro Koizumi   | [ 2 ]           |
| 2018 | Manbiki Kazoku                                               | Aki               | Hirokazu Kore-eda  |                 |

### Televisión
| Año  | Título                                    | Papel             | Cadena  | Notas           |
| ---- | ----------------------------------------- | ----------------- | ------- | --------------- |
| 2011 | Suzuki Sensei                             | Nanami Horinouchi | TX      |                 |
| 2013 | Amachan                                   | Shiori Iruma      | NHK     | Asadora         |
| 2014 | GTO                                       | Ayuna             | CX      |                 |
| 2015 | Mondai no Aru Restaurant                  | Chika Ameki       | CX      |                 |
| 2015 | Kōnodori                                  | Kae Shimoya       | TBS     |                 |
| 2016 | Sono 'Okodawari', Watashi ni mo Kure yo!! | Ella misma        | TX      | Papel principal |
| 2016 | Sanada Maru                               | Chikurin-in       | NHK     | Taiga drama     |
| 2016 | Aquarium Girl                             | Yuka Shima        | NHK     | Papel principal |
| 2017 | Kōnodori Season 2                         | Kae Shimoya       | TBS     |                 |
| 2017 | My Husband Can Not Work                   | Sayaka Kobayashi  | NTV     | [ 3 ]           |
| 2023 | Makanai: la cocinera de las maiko         | Yoshino           | Netflix | Serie web       |

### Papeles de doblaje
Acción real
- Jurassic World – Gray Mitchell (Ty Simpkins)

Animación
- Cars 3 – Cruz Ramirez

## Premios
| Año  | Premio                                 | Categoría               | Trabajos             | Resultado |
| ---- | -------------------------------------- | ----------------------- | -------------------- | --------- |
| 2016 | 41º Premios de Cine Hochi              | Mejor Actriz de reparto | Chihayafuru          | Nominada  |
| 2017 | 71° Premios de Cine Mainichi           | Mejor Actriz nueva      | Chihayafuru          | Nominada  |
| 2018 | 27° Premios de Cine deportivo de Tokio | Mejor Actriz            | Tremble All You Want | Nominada  |